# Lioponera
Lioponera (лат.) — род муравьёв из подсемейства Dorylinae, поедающие других муравьёв. Ранее входил в состав рода Cerapachys. Старый Свет. Более 70 видов.

## Распространение
Африка, Азия, Австралия, Океания. На север до Узбекистана и Японии. Большинство видов (~40) в Австралии.

## Описание
Мелкие муравьи (около 5 мм) в основном коричневого цвета, мономорфные. Отличаются комбинацией уникальных кутикулярных гребней на заднем крае задних тазиков, дорзо-латерально окаймлённого петиоля, сильным развитием метатибиальных желёз, формирующих отверстие в кутикуле. Усики рабочих и самок 12-члениковые (у самцов 13). Глаза крупные, состоят из более чем 20 омматидиев. Оцеллии отсутствуют. Нижнечелюстные щупики рабочих 4- или 3-члениковые, нижнегубные щупики состоят из 3- или 2 сегментов. Средние и задние голени с одной гребенчатой шпорой, претарзальные коготки простые. Проното-мезоплевральным шов есть. Гнездятся в земле, под камнями, в древесине. Охотятся на муравьёв.

## Систематика
Более 70 видов. Род Lioponera был впервые выделен в 1879 году австрийским энтомологом Густавом Майром на основании типового вида Cerapachys longitarsus (Mayr, 1879) (=Lioponera longitarsus). В 1975 года сведён в синонимы к роду Cerapachys. В 2016 году восстановлен в самостоятельном родовом стаутсе в ходе ревизии всех кочевых муравьёв, проведённой американским мирмекологом Мареком Боровицем (Marek L. Borowiec, Department of Entomology and Nematology, One Shields Avenue, Калифорнийский университет в Дейвисе, Дейвис, штат Калифорния, США). Lioponera близок к сестринской группе (Lividopone (Parasyscia + Zasphinctus)). Первоначально Lioponera входил в состав подсемейства Ponerinae, а затем Cerapachyinae. В 2014 году было предложено (Brady et al.) включить его и все дориломорфные роды и подсемейства (Aenictinae, Aenictogitoninae, Cerapachyinae, Ecitoninae и Leptanilloidinae) в состав расширенного подсемейства Dorylinae.
- Lioponera aberrans (Clark, 1934): Австралия
- Lioponera adama (Forel, 1910a): Австралия
- Lioponera angustata (Clark, 1924b): Австралия
- Lioponera anokha (Bharti and Akbar, 2013): Индия
- Lioponera bakeri  Wheeler, W. M. and Chapman, 1925: Филиппины
- Lioponera bicolor (Clark, 1924b): Австралия
- Lioponera binodis  (Forel, 1910a): Австралия
- Lioponera braunsi  (Emery, 1902): ЮАР
- Lioponera braytoni  (Weber, 1949a): Кения
- Lioponera brevicollis  (Clark, 1924a): Австралия
- Lioponera brevis  (Clark, 1924b): Австралия
- Lioponera clarki  (Crawley, 1922): Австралия
- Lioponera clarus  (Clark, 1930): Австралия
- Lioponera cohici  (Wilson, 1957): Новая Каледония
- Lioponera collingwoodi  (Sharaf, 2007): Египет
- Lioponera constricta  (Clark, 1924a): Австралия
- Lioponera coxalis  (Arnold, 1926): Зимбабве
- Lioponera crassa  (Clark, 1941): Австралия
- Lioponera daikoku  (Terayama, 1996): Япония[5]
- Lioponera decorsei  Santschi, 1912: Чад
- Lioponera desertorum  (Dlussky, 1990): Узбекистан
- Lioponera dumbletoni  (Wilson, 1957): Новая Каледония
- Lioponera elegans  (Wheeler, W. M., 1918): Австралия
- Lioponera emeryi (Viehmeyer, 1914): Австралия
- Lioponera fervida  (Wheeler, 1918): Австралия
- Lioponera ficosa  (Wheeler, 1918): Австралия
- Lioponera flammea  (Clark, 1930): Австралия
- Lioponera foreli  (Santschi, 1914): Африка
- Lioponera gilesi  (Clark, 1924): Австралия
- Lioponera grandis  (Clark, 1934): Австралия
- Lioponera greavesi  (Clark, 1934): Австралия
- Lioponera gwynethae  (Clark, 1941): Австралия
- Lioponera heros  (Wheeler, 1918): Австралия
- Lioponera hewitti  (Wheeler, 1919): Борнео
- Lioponera huode  (Terayama, 2009): Тайвань
- Lioponera inconspicua  (Clark, 1924): Австралия
- Lioponera iovis (Viehmeyer, 1914): Австралия
- Lioponera kraepelinii  (Forel, 1895): Мадагаскар
- Lioponera krombeini  (Donisthorpe, 1947): Новая Гвинея
- Lioponera larvata  (Wheeler, 1918): Австралия
- Lioponera longitarsus (Forel, 1915): Пантропика (от Египта до Австралии) typus
- Lioponera luzuriagae Wheeler & Chapman, 1925: Филиппины
- Lioponera macrops (Clark, 1941): Австралия
- другие виды

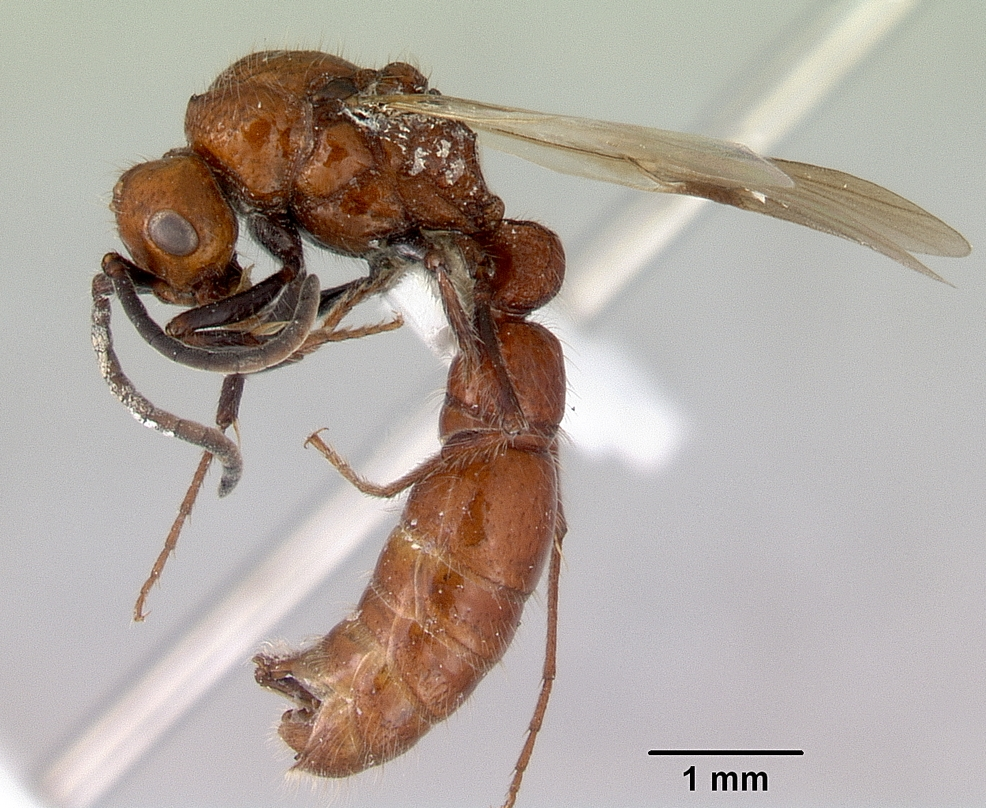
Самец Lioponera clara
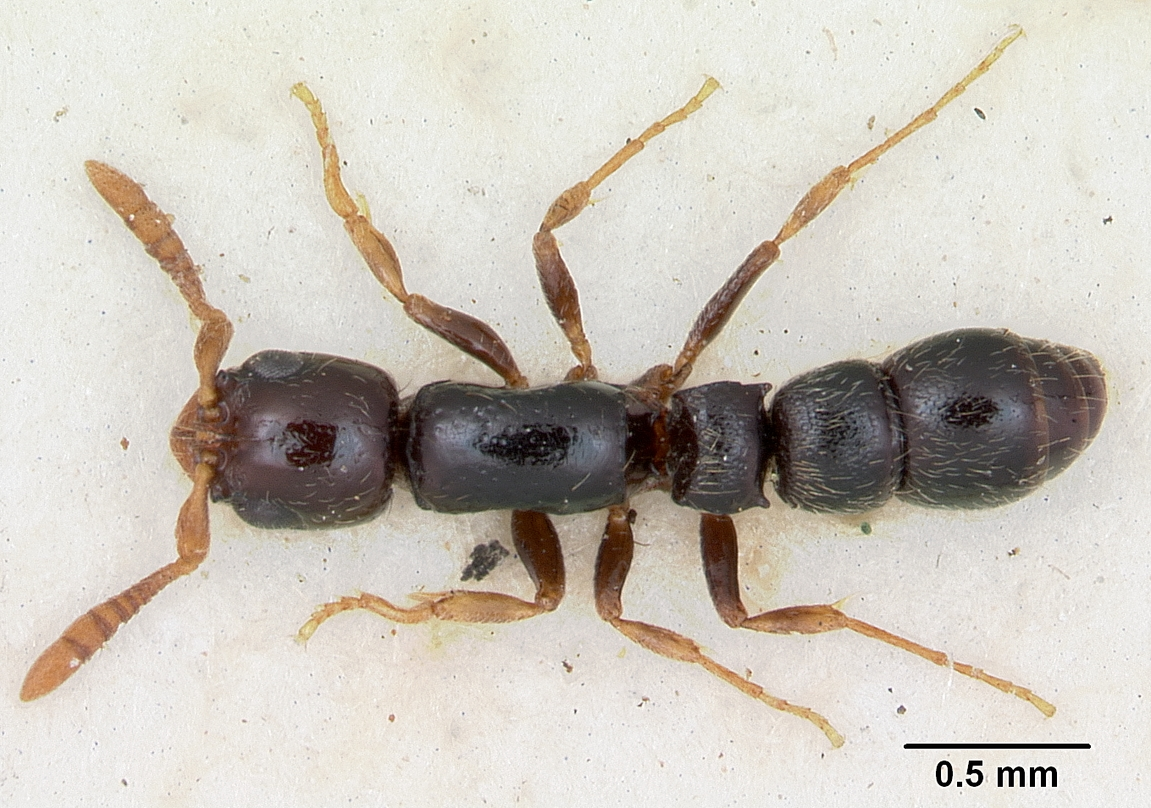
Lioponera coxalis
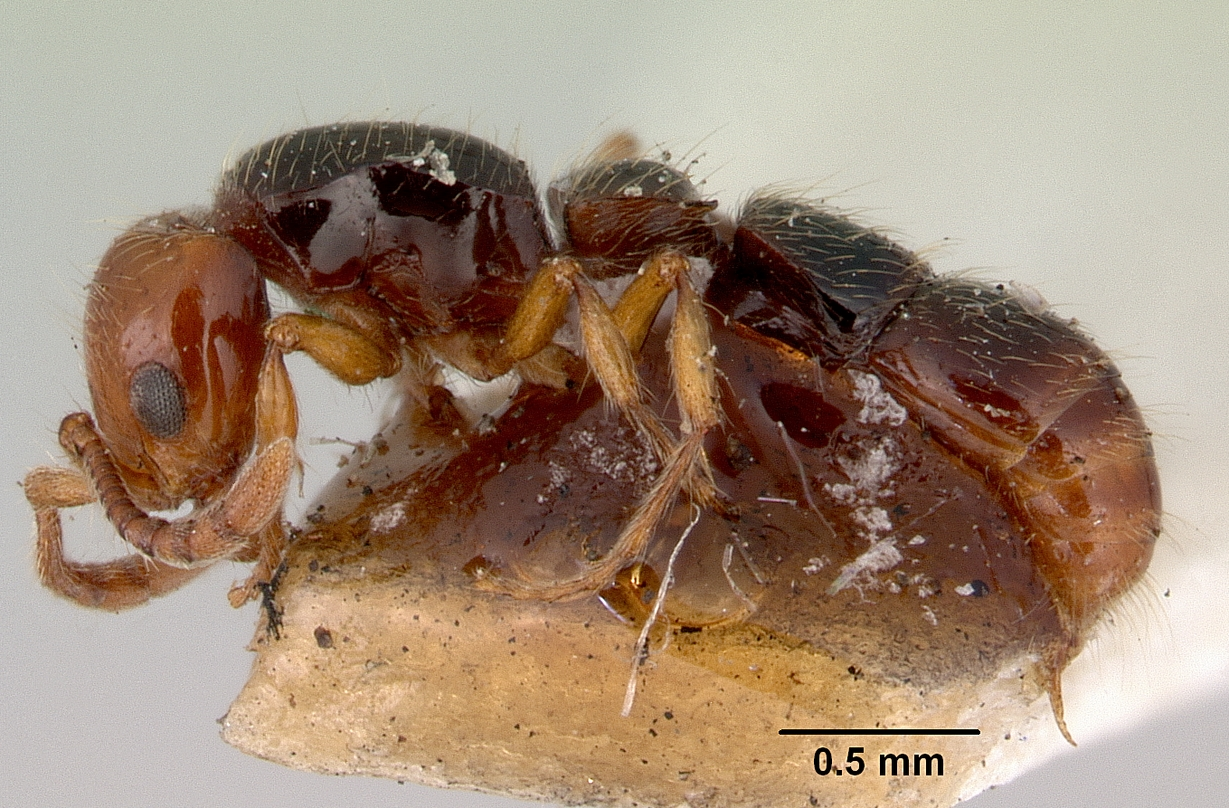
Lioponera gilesi
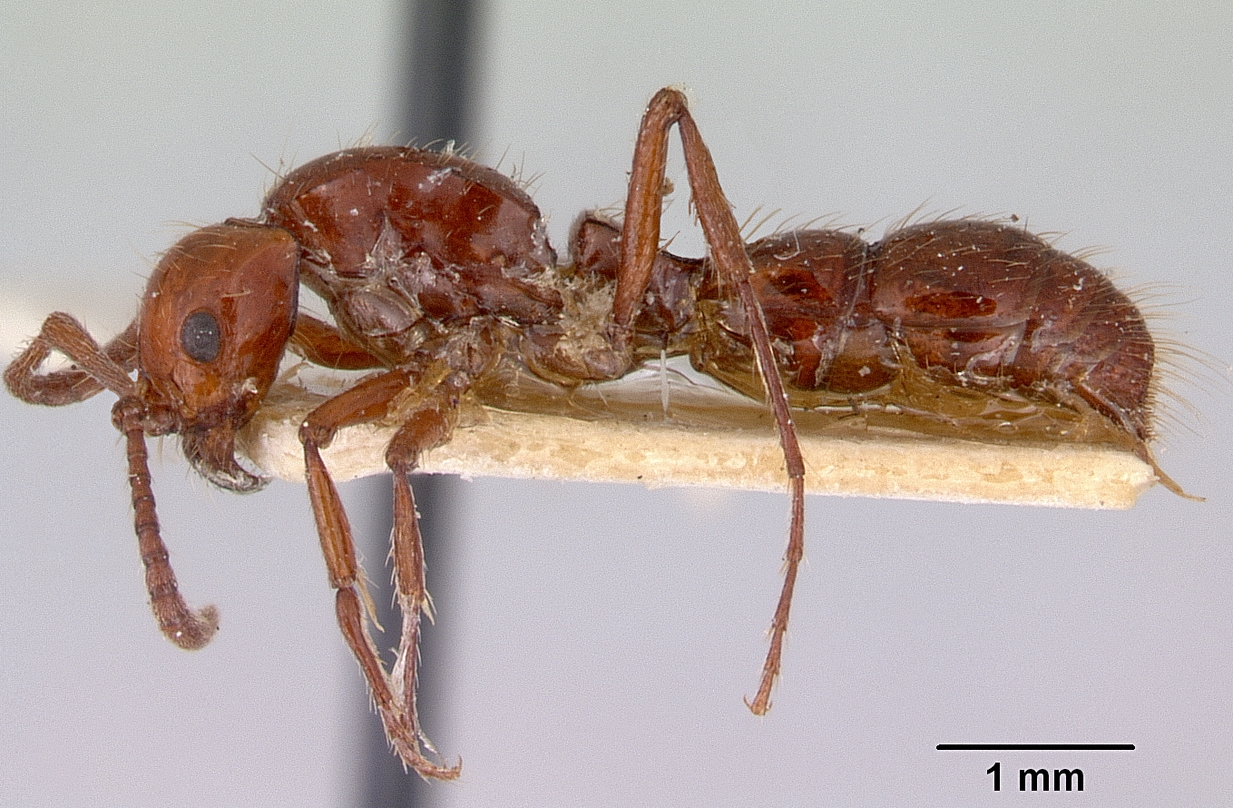
Lioponera iovis
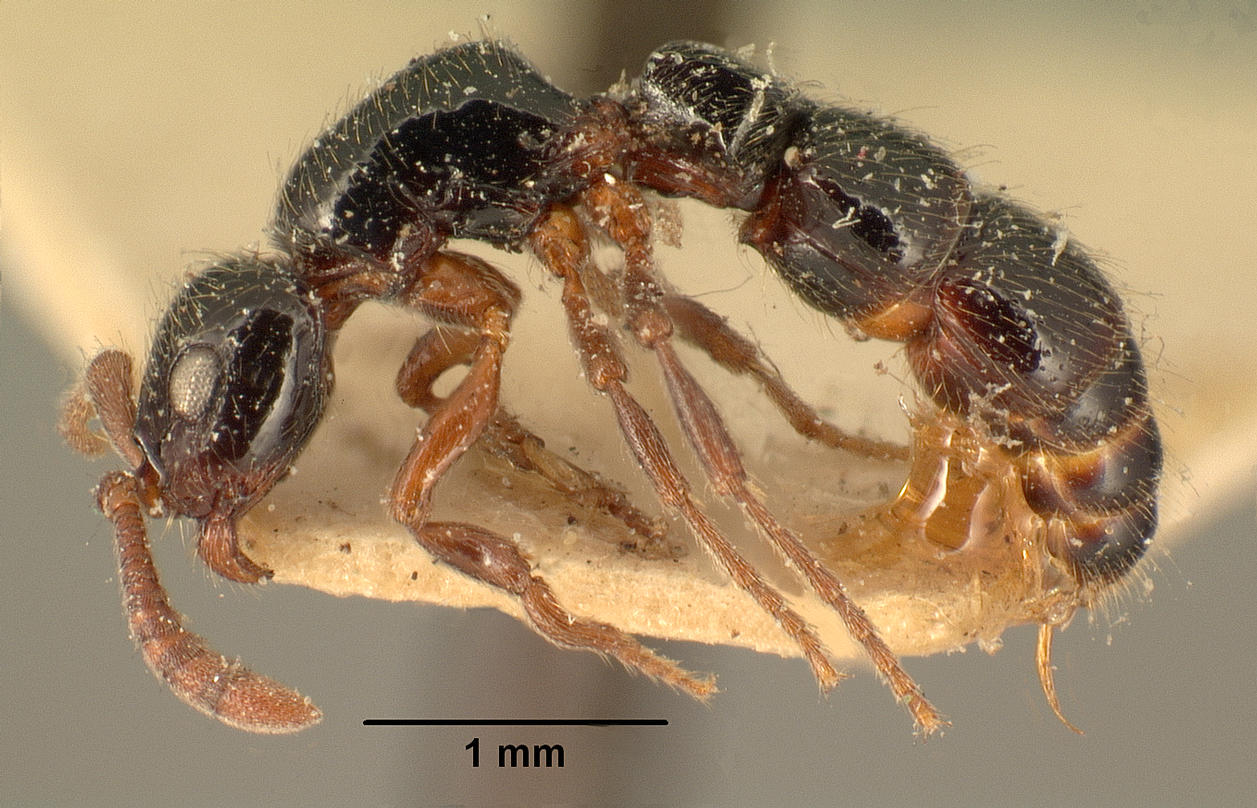
Lioponera kraepelinii
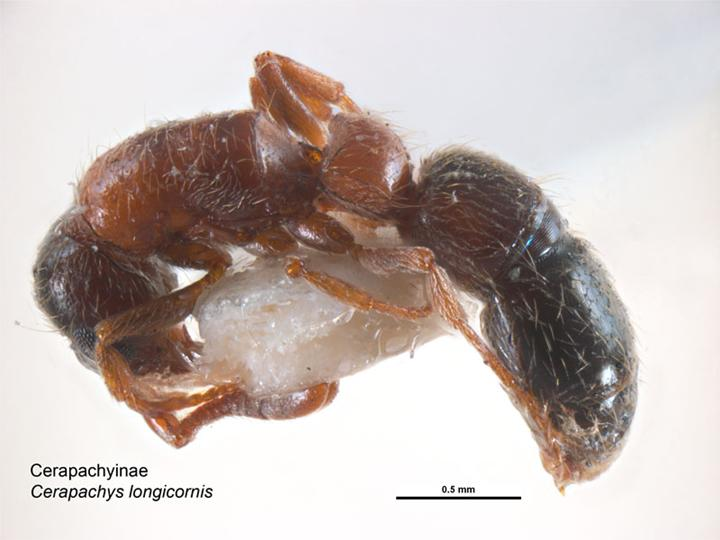
Lioponera longitarsus
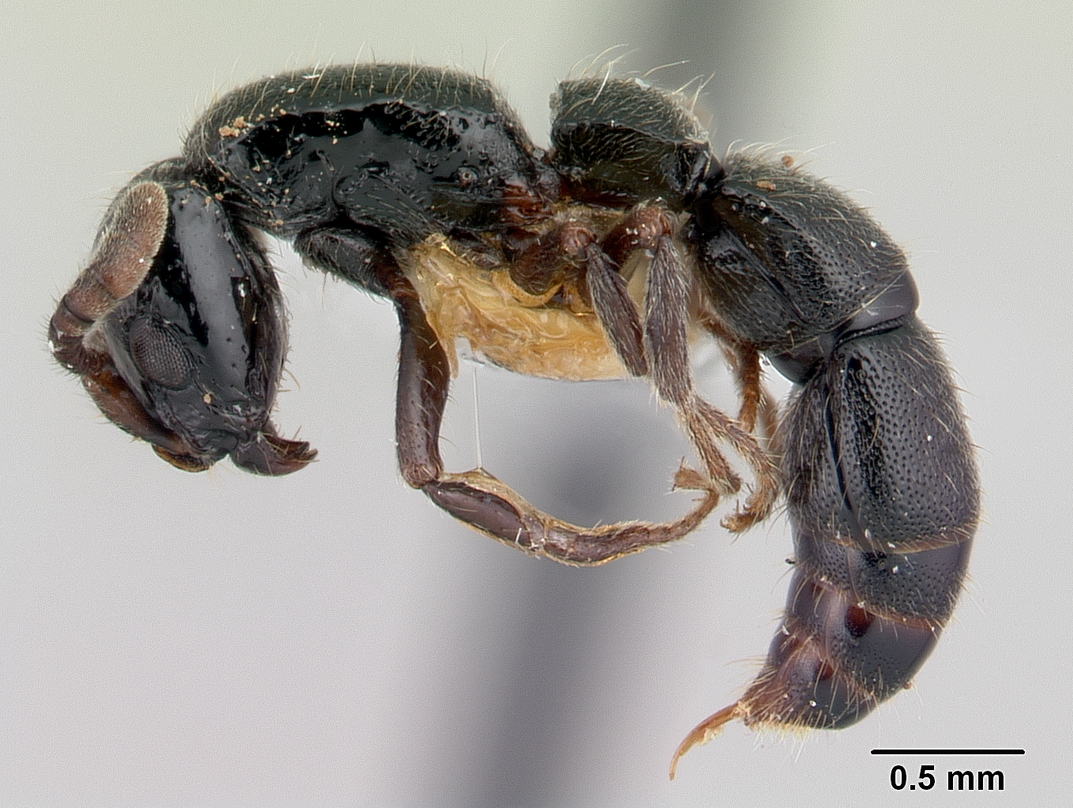
Lioponera nkomoensis
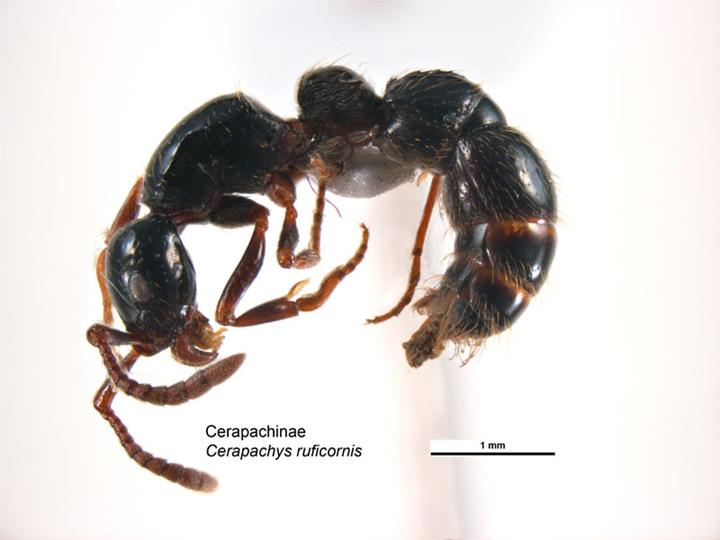
Lioponera ruficornis
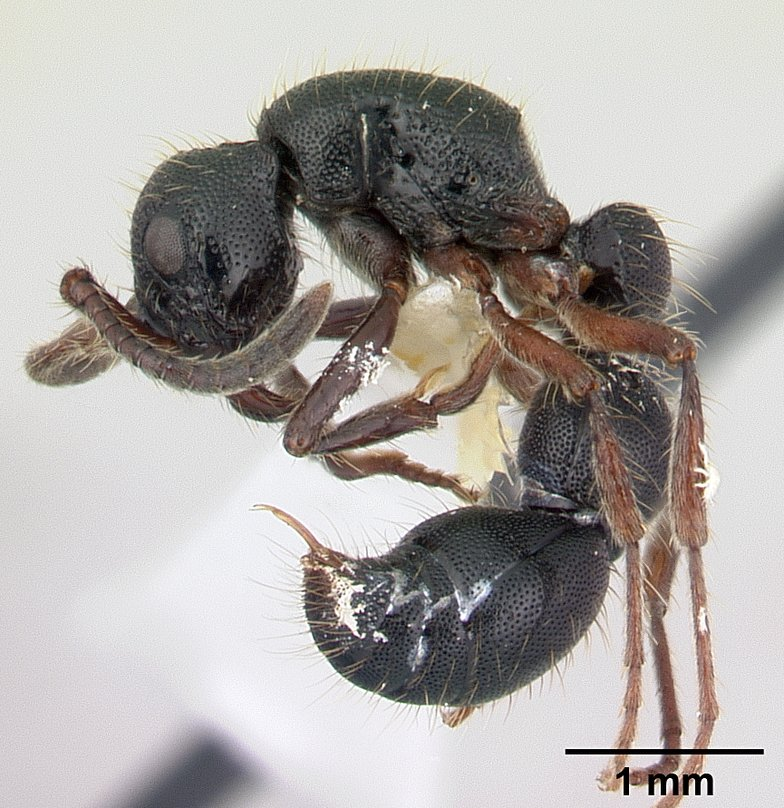
Lioponera suscitata
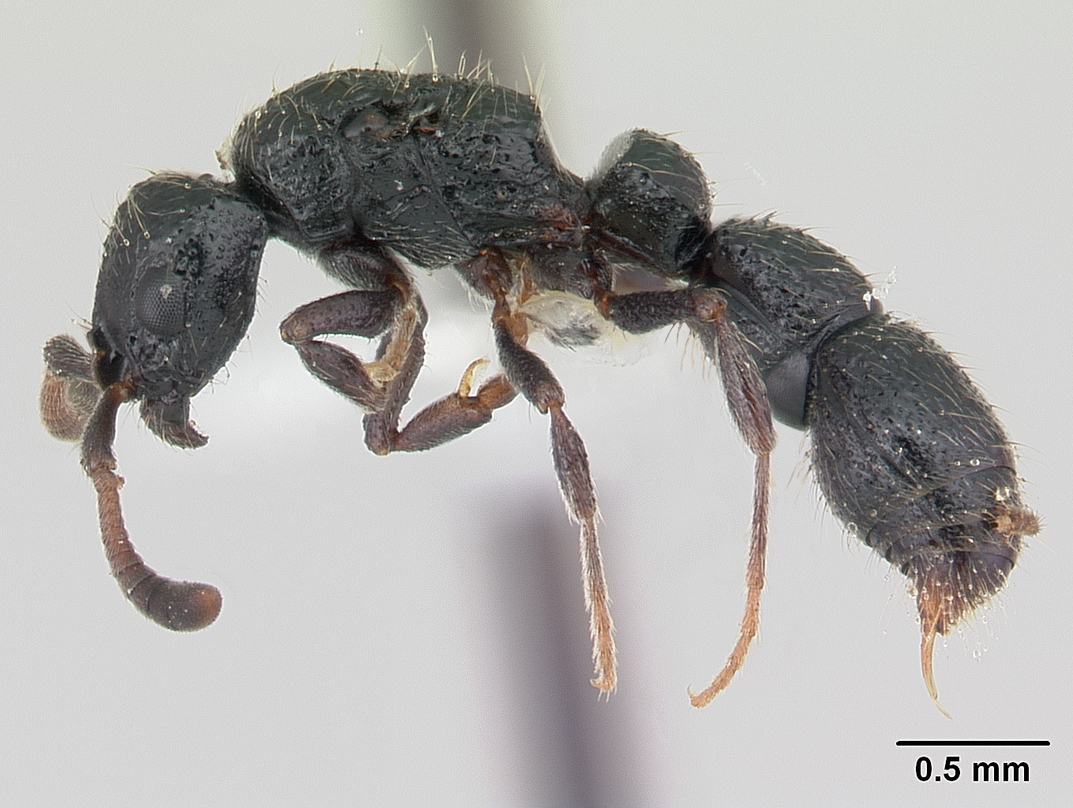
Lioponera vespula